# Gevrey-Chambertin
Gevrey-Chambertin település Franciaországban, Côte-d’Or megyében. Lakosainak száma 2983 fő (2022. január 1.). Gevrey-Chambertin Fixin, Chambœuf, Morey-Saint-Denis, Saint-Philibert, Saulon-la-Rue, Barges, Brochon, Broindon, Curley és Fénay községekkel határos.

## Népesség
A település népességének változása:
| Lakosok száma | 2613 | 2582 | 2825 | 3138 | 3121 | 3084 | 3087 | 3048 | 3115 | 2983 |
|               | 1968 | 1982 | 1990 | 2006 | 2013 | 2015 | 2017 | 2019 | 2020 | 2022 |